# Smash (album de Jackson and His Computer Band)
Pour les articles homonymes, voir Smash (homonymie).
Smash est un album de musique électronique composé par le français Jackson Fourgeaud alias Jackson and His Computer Band et produit par les labels Warp Records et Barclay en 2005.
C'est un album très personnel puisque c'est la mère de Jackson Fourgeaud, Paula Moore, une chanteuse de blues et de folk, qui interprète la chanson Fast Life et le morceau d'entrée, Utopia. Dans le morceau Oh Boy, sa nièce de quatre ans prête également sa voix pour lire une sorte de fable écrite par Fourgeaud, accompagnée de divers enregistrements et sons électroniques. Enfin, à l'intérieur de la jaquette (élaborée par lui-même), on peut trouver une petite affiche représentant une peinture psychédélique d'un ami de Fourgeaud.
Quentin Dupieux, aussi connu sous le pseudonyme Mr. Oizo, a participé à l'enregistrement de cet album.

## Titres
| No  | Titre                                              | Durée |
| --- | -------------------------------------------------- | ----- |
| 1.  | Utopia                                             | 5:52  |
| 2.  | Rock On                                            | 3:58  |
| 3.  | Arpeggio                                           | 4:04  |
| 4.  | Minidoux                                           | 0:56  |
| 5.  | Oh Boy                                             | 3:45  |
| 6.  | TV Dogs (Cathodica's Letter) (Featuring Mike Ladd) | 4:14  |
| 7.  | Hard Tits                                          | 3:13  |
| 8.  | Teen Beat Ocean                                    | 4:52  |
| 9.  | Promo                                              | 0:21  |
| 10. | Tropical Metal                                     | 3:36  |
| 11. | Headache                                           | 4:55  |
| 12. | Moto                                               | 1:11  |
| 13. | Fast Life                                          | 5:08  |
| 14. | Radio Caca                                         |       |
|     | morceau caché                                      | 20:16 |